# Саїд-Ахмад I
Саїд-Ахмад I (? — після 1455) — перший хан Великої Орди (1432–1455), ймовірно син Керим-Берди і онук Тохтамиша.

## Походження
Турецький історик Халім-Ґерай вважає Саїд-Ахмада двоюрідним дядьком першого кримського хана Хаджі-Ґерая, тобто сином Тохтамиша. Сином Тохтамиша вважали Саїд-Ахмада у «Муїзз ал-Ан-саб»; у посланні великого князя литовського Свидригайла Тевтонському магістру Саїд-Ахмад; при переговорах Свидригайла з польським королем Владиславом II Ягайло Свидригайло зазначав, що при ньому знаходився син татарського імператора. Тому на думку З.М.Сабітова Саїд-Ахмад був сином хана Бек-Суфі. На думку російського історика В. Трепавлова, Саїд-Ахмед народився і виріс у ВКЛ.

## Біографія
На початку 1430-х років прийшов до влади в Криму, потім підтримував великого князя литовського Свидригайла Ольгердовича в його боротьбі за владу в ВКЛ, ворогував з Улу-Мухаммедом. Разом з ним і Кичі-Мухаммедом був у числі трьох ханів Золотої Орди, яким в 1434 великий князь московський Василь II Темний виплатив данину. З 1433 року данину сплачував також чернігівський князь Свидригайло, а в містах Каневі, Черкасах і Путивлі було розміщено даругачів (представників) хана. Контролював південні території між Дніпром і Волгою.
Вів боротьбу з ханами Хаджі Ґераєм, Улу-Мухаммедом і Кічі-Мухаммедом. В 1436–1437 разом з Кичі-Мухаммедом з різних сторін напав на володіння Улу-Мухаммеда, який зазнав поразки і змушений був тікати до південного кордону Московського князівства. У 1438 і 1439 роках здійснив грабіжницькі походи до Молдавії. 1438 року на Поділлі завдав поразки польському війську на чолі із Михайлом Бучацьким.
В 1441 позбувся влади над Кримом і почав боротьбу з Кичі-Мухаммедом за Північне Причорномор'я і Поволжя. 1442 і 1448 років знову пограбував Поділля, а 1450 року вкотре вдерся на Поділля, а потім до Галичини, дійшовши до Городка, а частина загонів атакувала замок Олексько в Белзькій землі. У 1451—1452 роках знову напав на Поділля, захопивши місто Ров, просунувшись за цим на Галичину. дійшовши до Львова. 1453 року вдерся до Галичини, сплюндрувавши землі біля Теребовлі, а потім рушив на Волинь, дійшовши до Луцька. Було захоплено 9 тис. полонених.
Відомий своїми численними набігами на прикордонні польсько-литовські землі.
За відомостями польського історика Я. Длугоша, в 1455 хан Великої Орди Сеїд-Ахмед зробив черговий похід на Південну Русь. Ординці спустошили землі від Поділля до Львова, захопивши велику кількість бранців та багатий видобуток. Проте дорогою назад під час переправи через Дніпро Саїд-Ахмад I був розбитий кримським ханом Хаджі I Ґераєм. Із залишками своїх військ Саїд-Ахмад утік у литовські володіння і прибув під Київ. Багато його підданих перейшли на бік кримського хана. У Києві Саїд-Ахмад був заарештований та відправлений до великого князя литовського Казимира Ягеллончика. За наказом останнього колишнього хана було відправлено до Ковно, де той мешкав як почесний бранець. Помер того ж року. Дев'ять синів Саїд-Ахмада оселилися серед литовських татар.
Владу у Великій Орді перебрав Кічі-Мухаммед.